# Cottens, Fribourg
Cottens là một đô thị trong huyện Sarine thuộc bang Fribourg ở Thụy Sĩ. Tên tiếng Đức cũ là Cottingen nay ít được dùng.